# Cantó de Mauléon
El cantó de Mauléon és un cantó francès del departament de Deux-Sèvres, situat al districte de Bressuire. Té 5 municipis i el cap és Mauléon.

## Municipis
- La Petite-Boissière
- Mauléon
- Nueil-les-Aubiers
- Saint-Amand-sur-Sèvre
- Saint-Pierre-des-Échaubrognes

## Història
| Data d'elecció                           | Identitat             | Partit                         | Qualitat |
| ---------------------------------------- | --------------------- | ------------------------------ | -------- |
| 1958-1964                                | M. de Chabot          | sense etiqueta                 |          |
| 1964-1988                                | Louis Fruchard        | CD, després UDF-CDS            |          |
| 1988-1994                                | Léon Sourisseau       | Divers droite, després UDF-CDS |          |
| 1994-2008                                | Louis-Marie Marolleau | Divers droite                  |          |
| 2008-2009                                | Daniel Amiot          | UMP                            |          |
| 2009-                                    | Philippe Brémond      | Divers droite                  |          |
| les dades anteriors no són pas conegudes |                       |                                |          |
|                                          |                       |                                |          |

## Demografia
| A partir de 1990: Població sense dobles comptes |